# Казе Вјоло (Тревизо)
Казе Вјоло је насеље у Италији у округу Тревизо, региону Венето.
Према процени из 2011. у насељу је живело 16 становника. Насеље се налази на надморској висини од 8 м.